# Codici e disegni di Leonardo da Vinci editi dalla Reale Commissione Vinciana

## Considerazioni generali
La vastità degli interessi di Leonardo nei più svariati campi della conoscenza è testimoniata da oltre 5.000 fogli contenenti disegni e annotazioni, che rappresentano solo una porzione della sua notevole produzione oggi in gran parte dispersa. Per riunire in una sola opera il patrimonio di Leonardo sparso in tutto il mondo, nel 1902 venne istituita, a Roma, con Decreto Reale del 12 marzo 1905, su proposta del Ministro della Pubblica Istruzione, Vittorio Emanuele Orlando, la Commissione per l'Edizione Nazionale dei Manoscritti e dei disegni di Leonardo da Vinci, detta anche Commissione Nazionale Vinciana o Reale Commissione Vinciana. I politici dell'inizio del XX secolo, spinti anche dall'esigenza che molti autorevoli studiosi avevano prospetto, ritennero infatti, anche per radicare una coscienza nazionale formatasi ben prima del conseguimento dell'unità politica del Paese, di dover avviare una pubblicazione, sotto l'egida e con il sostegno diretto dello Stato, di Edizioni Nazionali dei lasciti dei personaggi più illustri per i contributi recati al progresso delle conoscenze scientifiche, come appunto, Leonardo. In esito a tale programma, nei successivi decenni, superando notevoli difficoltà, utilizzando al meglio le tecniche di riproduzione fotomeccanica sino ad allora sviluppate, furono pubblicati alcuni tra i più interessanti codici e manoscritti del Genio Universale.   Fu quindi realizzata una opera, in edizione limitata e numerata con fototipie dell'epoca a colori. I volumi sono presentati con la trascrizione fedele (diplomatica) e quella tradotta in italiano corrente (critica), rendendoli così di fatto consultabili e comprensibili anche dagli studiosi stranieri. Permette di ammirare i disegni ed i codici del Maestro i cui originali vengono raramente, alcuni addirittura mai, esposti al pubblico per problemi di deterioramento atmosferico. Le fototipie sono state realizzate dal più grande esperto storico d'arte dalla fine dell'800 alla prima metà del '900, il professor Adolfo Venturi.
Un esemplare di tale opera è attualmente esposta e consultabile nella Scoletta di San Rocco a Venezia all'interno del Da Vinci Interactive Museum.

## Composizione dell'Opera
In esito a tale programma, nella prima metà del secolo XX, la Libreria di Stato pubblicò due serie di volumi di diverso formato su carta a mano con filigrana speciale, in edizione di 300 esemplari numerati (da 1 a 300) e cui si aggiunsero alcuni disegni di Leonardo raccolti il cartelle del formato 29x66 contenenti un fascicolo di testo e una serie numerosa di tavole a colori.
Il particolare l'opera pubblicata alla Libreria di Stato aveva il seguente contenuto: 
- i Codici Forster da I a III raggruppati in 5 volumi pubblicati (dal volume I al volume V, in particolare il volume V contiene la prefazione ed indice);
- il Codice Arundel 263;
- i Manoscritti A e B conservati a Parigi presso l'Istitut de France;
- i fogli mancanti al Codice sul Volo degli Uccelli conservato presso la Biblioteca Reale di Torino;
- 5 fascicoli di riproduzioni di disegni, suddivisi per anni (dal 1470 al 1499), raccolti a cura del Prof. Adolfo Venturi, per complessive 232 tavole a colori, a cui si aggiungono pagine di testo ed ulteriori illustrazioni;
- 20 tavole a colori e 50 pagine di testo aventi per oggetto la pubblicazione dei disegni geografici di Leonardo,  conservati nel Castello di Windsor